# Limonium insigne
Limonium insigne, conocida como siempreviva morada, siempreviva rosa, siempreviva de saladar o statice, es una planta perenne, pluricaule, glabra, de la familia de las plumbagináceas. Descubierta por Eugène Bourgeau cerca de Vera el 14 de abril de 1851.

## Morfología
Puede alcanzar una altura de unos 60 a 90 centímetros. Sus tallos son ramificados y áfilos. Las hojas abovadas, pecioladas, de ápice redondo o romo tienen un tamaño de unos 30 a 90 x 10 a 22 milímetros y están dispuestas en forma de roseta basal. Inflorescencias con ramificación dicotómica, muchas de sus ramas son estériles, que presentan flores hermafroditas, pentámeras, actinomorfas, de cáliz gamosépalo, tubular, escarioso y persistente; la corola es gamopétala, de color púrpura o rosa oscuro, de menos de 1 cm de diámetro. El androceo lo forman 5 estambres que se insertan en la base de los pétalos y el gineceo presenta 5 carpelos unidos por los bordes, con el ovario unilocular. El fruto es una cápsula, monospermo.

## Vida y reproducción
Es una planta vivaz. Florece desde finales del invierno hasta junio.

## Hábitat
Característica del clima seco del sudeste de la península ibérica, crece en acantilados costeros, estepas litorales o secarrales del interior, incluso salinos (planta halófila), a altitudes que no superan los 400 m s. n. m.

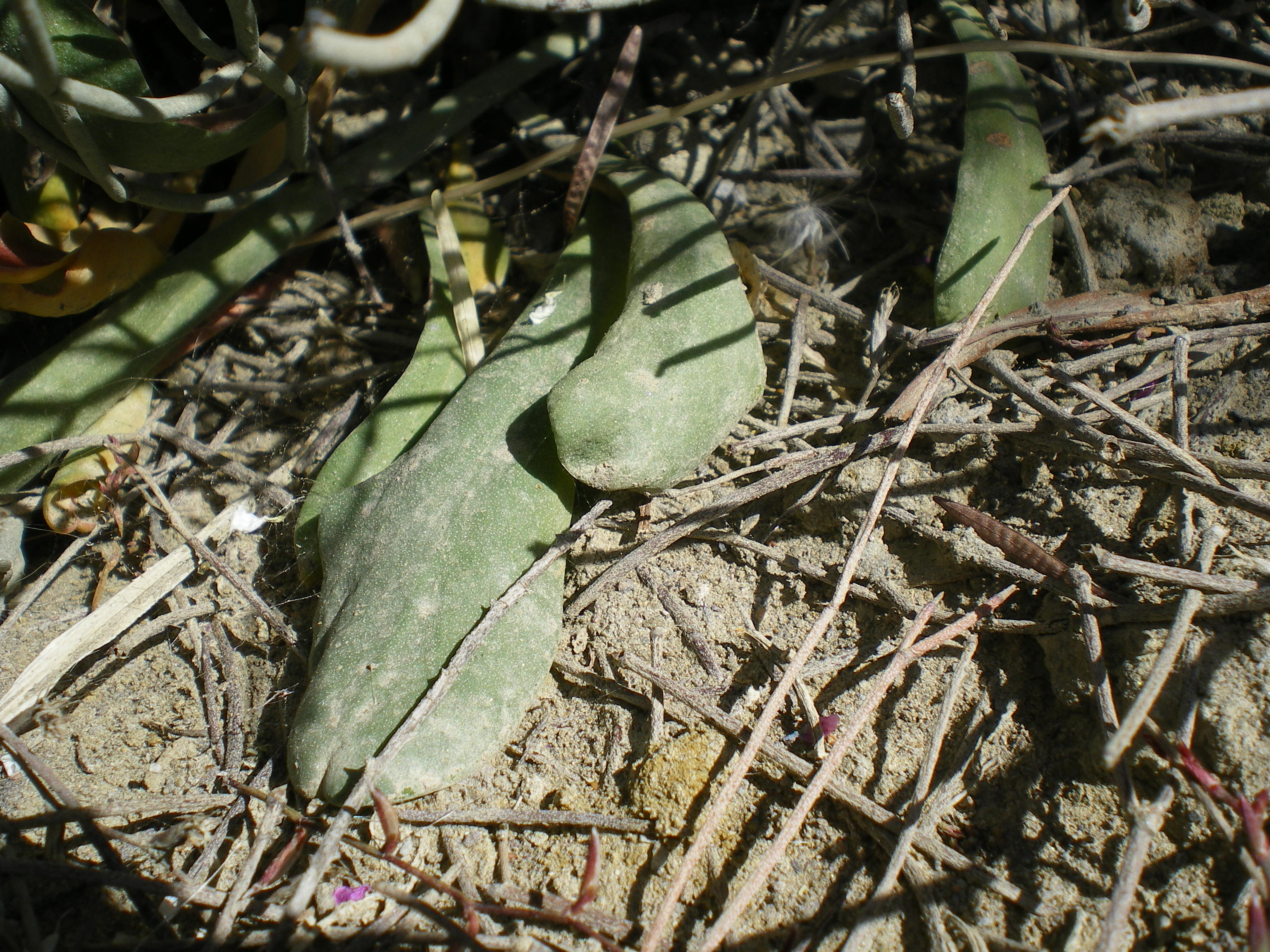
Detalle de las hojas.

## Endemia
Se distribuye por las provincias de Granada, Almería, Murcia y Alicante. En Almería se localiza fácilmente en el subdesierto de Tabernas, en Sierra Alhamilla, Sierra de Gádor o Sierra de Gata.
En la Región de Murcia es relativamente frecuente en el parque natural de la Sierra de la Muela, Cabo Tiñoso y Roldán.

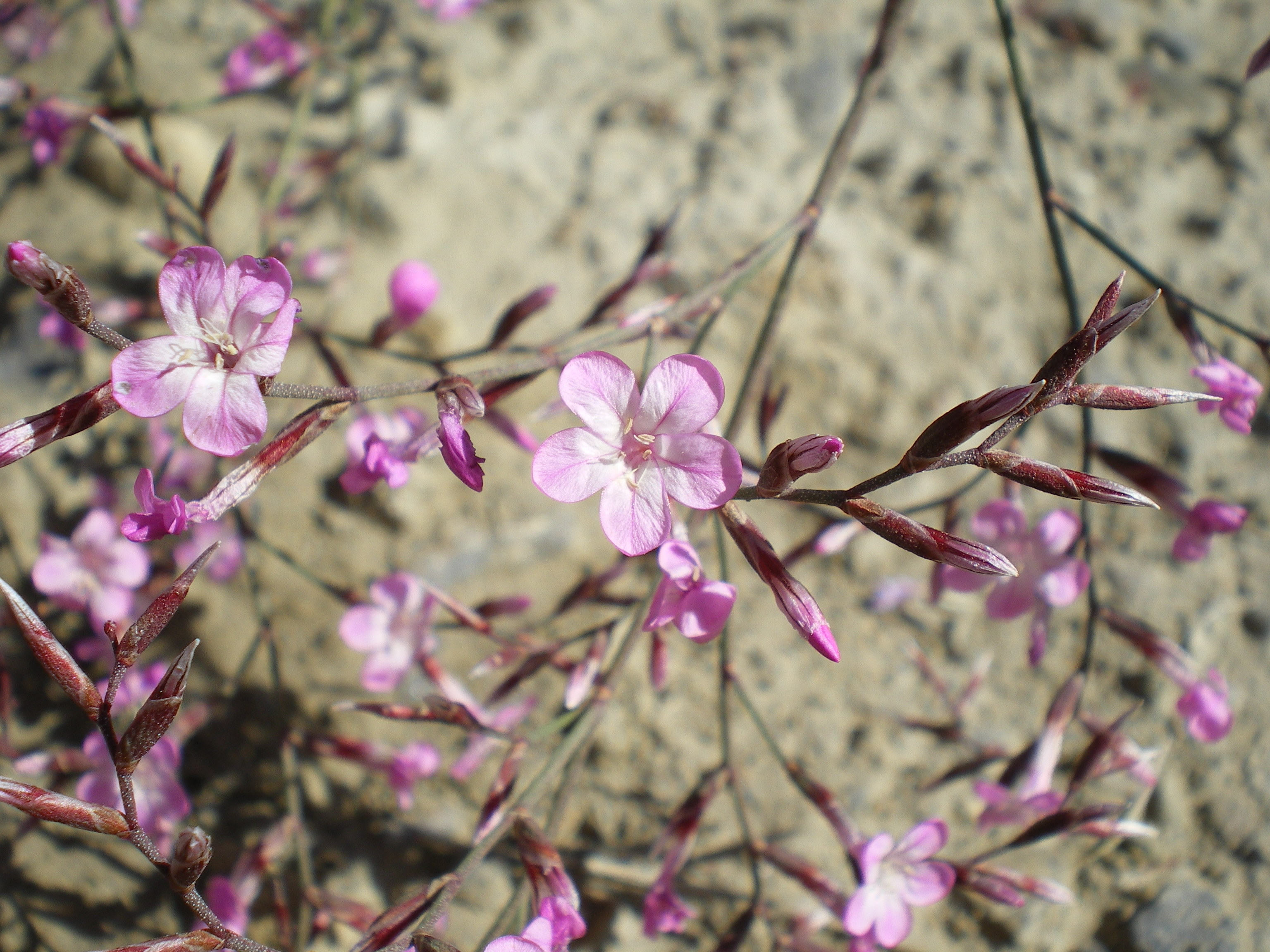
Detalle de las flores.

## Cultivo
Se cultiva en ocasiones como planta ornamental.

## Taxonomía
Limonium insigne fue descrita por (Coss.) Kuntze y publicado en Revis. Gen. Pl. 2: 395 (1891)
Etimología
Limonium: nombre genérico que procede del griego leimon, que significa "pradera húmeda", aludiendo al hábitat de muchas de las especies del género.
insigne: epíteto latino que significa "notable".